# Lemurphthirus galagus
Lemurphthirus galagus är en insektsart som beskrevs av Bedford 1927. Lemurphthirus galagus ingår i släktet Lemurphthirus och familjen ledlöss. Inga underarter finns listade i Catalogue of Life.